# سیارک ۲۳۵۸۳
سیارک ۲۳۵۸۳ (به انگلیسی: 23583 Krivsky، نامگذاری:1995SJ1) بیست و سه هزار و پانصد و هشتاد و سومین سیارک کشف شده‌است که در ۲۲ سپتامبر ۱۹۹۵ کشف شد.
قدر مطلق سیارک برابر ۱۲.۳ است.